# Trigonopterus kalimantanensis
Trigonopterus kalimantanensis (лат.) — вид жуков-долгоносиков рода Trigonopterus из подсемейства Cryptorhynchinae (Curculionidae). Встречаются на острове Калимантан (Индонезия), провинция Восточный Калимантан (Tanjungredeb). На высоте 190 м.

## Описание
Мелкие нелетающие жуки-долгоносики, длина 2,35—2,65 мм. Основной цвет коричневый. Окраска усиков светлая коричневая, переднеспинка чёрная, остальная часть темно-коричневая. Тело сверху с заметной перетяжкой между переднеспинкой и надкрыльями; в профиль дорсально выпуклое, с неглубокой перетяжкой. Рострум со срединным и парой субсрединных гребней; между ними бороздки, содержащие ряд точек, с рядами прямостоячих чешуек; эпистом с поперечным неровным гребнем. Переднеспинка без субапикального сужения; диск густо пунктирован. Надкрылья с бороздками, отмеченными небольшими точками, каждая из которых содержит мелкую щетинку; промежутки плоские, почти голые, с вкраплениями точек; вершина надкрылий субгловатая, густо-грубо пунктированная, шов надрезанный. Бедра с зубчатым передним гребнем. Крылья отсутствуют. Рострум укороченный, в состоянии покоя не достигает середины средних тазиков. Надкрылья с 9 бороздками. Коготки лапок мелкие. В более ранних работах упоминался как «Trigonopterus sp. 310».
Вид был впервые описан в 2014 году немецким колеоптерологом Александром Риделем (Alexander Riedel; Museum of Natural History Karlsruhe, Карлсруэ, Германия), совместно с энтомологами Рене Тэнзлером (Rene Tänzler; Zoological State Collection, Мюнхен), Майклом Бальке (Michael Balke; GeoBioCenter, Ludwig-Maximilians-University, Мюнхен, Германия), Кахийо Рахмади (Cahyo Rahmadi; Indonesian Institute of Sciences, Research Center for Biology, Cibinong, Западная Ява, Индонезия), Яйюк Сухарджоно (Yayuk R. Suhardjono; Zoological Museum, Cibinong Science Center — LIPI, Jl. Raya Jakarta-Bogor, Индонезия), осуществившими ревизию фауны жуков рода Trigonopterus на острове Ява и соседних островах.